# Carrie-Anne Moss
Carrie-Anne Moss (sinh ngày 21 tháng 8 năm 1967) là nữ diễn viên người Canada, nổi danh về các vai diễn trong bộ 3 phim The Matrix, Memento, Unthinkable, và Chocolat.

## Cuộc đời và Sự nghiệp
Carrie-Anne Moss sinh tại Burnaby, British Columbia, là con của Melvyn và Barbara Moss. Cô có người anh trai tên Brooke. Theo như tường trình thì mẹ của Moss đã đặt tên cho cô theo tên bài hát Carrie-Anne, một bài hát ăn khách nhất năm 1967 của nhóm nhạc pop rock The Hollies của Anh. Khi còn trẻ Moss sống chung với mẹ ở Vancouver. Khi lên 11 tuổi, cô gia nhập nhà hát nhạc kịch thiếu nhi Vancouver. Khi tới tuổi thanh thiếu niên cô đã sang lưu diễn ở châu Âu với ban hợp ca của "Trường trung học Magee"; một trong các bạn học cùng lớp của cô là Gil Bellows.
Khi ở Tây Ban Nha, cô giành được vai diễn trong loạt phim truyền hình Dark Justice, đó là lần xuất hiện đầu tiên trên truyền hình của cô. Năm 1992 cô di chuyển từ Barcelona tới Los Angeles, California để diễn tiếp loạt phim truyền hình này. Khi trở lại Los Angeles, cô đăng ký theo học ở Học viện Kịch nghệ Hoa Kỳ (American Academy of Dramatic Arts) tại Pasadena. Cô đóng vai chính trong loạt phim thường kỳ ở giờ cao điểm (không kéo dài) Model Inc. của hãng FOX, một sản phẩm phụ của loạt phim truyền hình Melrose Place.
Bước đột phá của cô là khi cô được chọn để diễn vai Trinity trong phim The Matrix rất thành công về vé bán trong năm 1999. Cô lại đóng vai Trinity trong 2 phần tiếp theo cũng như cung cấp giọng thuyết minh cho video game và các sản phẩm phụ hoạt hình của bộ phim. Có sự trùng hợp ngẫu nhiên, là cô đã từng cùng đóng vai chính trong một loạt phim truyền hình cũng mang tên Matrix sản xuất ở Canada, nhưng không liên quan tới phim "The Matrix" nói trên.
Sau khi phát hành phim "The Matrix", Moss diễn vai chính đối lập với Burt Reynolds và Richard Dreyfuss trong bộ phim hài gangster The Crew của hãng Disney do các nhà sản xuất Barry Sonnenfeld và Barry Josephson. Sau đó cô đóng vai chính với Val Kilmer trong Red Planet cho hãng Warner Bros với nhà sản xuất Mark Canton, và tiếp theo xuất hiện trong bộ phim được đề cử giải Oscar là phim Chocolat của hãng phim độc lập Miramax. Sau đó cô đóng vai chính với Guy Pearce trong phim kinh dị Memento, phim này mang lại cho Moss một Giải Tinh thần độc lập. Cô cũng cho nhân vật Aria trong trò chơi video Mass Effect 2 mượn giọng nói.

### Đời tư
Moss kết hôn với nam diễn viên đồng nghiệp Steven Roy năm 1999. Họ có hai con trai, một người sinh năm 2003, một người sinh năm 2005, và một con gái sinh năm 2009. Moss không chịu tiết lộ tên các con mình cho công chúng biết, nhằm bảo vệ đời tư của chúng. Nữ diễn viên Maria Bello là mẹ đỡ đầu người con trai lớn của Moss.

## Danh mục phim

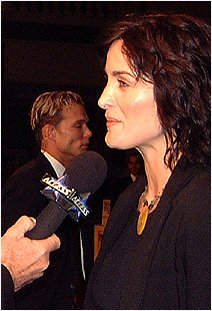
Moss in 1999

| Năm  | Tên                         | Vai diễn                        | Ghi chú                                   |
| ---- | --------------------------- | ------------------------------- | ----------------------------------------- |
| 1994 | The Soft Kill               | Jane Tanner                     |                                           |
| 1994 | Flashfire                   | Meredith Neal                   |                                           |
| 1995 | Terrified                   | Tracy                           | cũng gọi là Evil Never Sleeps và Toughguy |
| 1996 | Sabotage                    | Louise Castle                   |                                           |
| 1997 | Lethal Tender               | Melissa Wilkins                 |                                           |
| 1997 | The Secret Life of Algernon | Madge Clerisy                   |                                           |
| 1999 | The Matrix                  | Trinity                         |                                           |
| 1999 | New Blood                   | Leigh                           |                                           |
| 2000 | Chocolat                    | Caroline Clairmont              |                                           |
| 2000 | Red Planet                  | Cmdr. Kate Bowman               |                                           |
| 2000 | Memento                     | Natalie                         |                                           |
| 2000 | The Crew                    | Thám tử Olivia Neal             |                                           |
| 2003 | The Matrix Reloaded         | Trinity                         |                                           |
| 2003 | The Matrix Revolutions      | Trinity                         |                                           |
| 2003 | The Animatrix               | Trinity (giọng nói)             | Video                                     |
| 2004 | Suspect Zero                | Fran Kulok                      |                                           |
| 2005 | The Chumscrubber            | Jerri Falls                     |                                           |
| 2005 | Sledge: The Untold Story    | Bản thân/Bạn gái trong điện ảnh |                                           |
| 2006 | Fido                        | Helen Robinson                  |                                           |
| 2006 | Snow Cake                   | Maggie                          |                                           |
| 2006 | Mini's First Time           | Diane Droggs Tennan             |                                           |
| 2007 | Disturbia                   | Julie                           |                                           |
| 2007 | Normal                      | Catherine                       |                                           |
| 2008 | Fireflies in the Garden     | Kelly Hanson                    |                                           |
| 2009 | Love Hurts                  | Amanda Bingham                  |                                           |
| 2010 | Unthinkable                 | điệp viên Helen Brody           |                                           |

| Năm  | Tên             | Vai diễn                | Ghi chú     |
| ---- | --------------- | ----------------------- | ----------- |
| 1991 | Dark Justice    | Tara McDonald           |             |
| 1992 | Forever Knight  | Monica Howard           | 1992        |
| 1993 | Matrix          | Liz Teel                | 1993        |
| 1993 | Doorways        |                         |             |
| 1993 | Silk Stalkings  | Lisa/Lana Bannon        |             |
| 1994 | Models Inc.     | Carrie Spencer          |             |
| 1994 | Baywatch        | Gwen Brown/Mattie Brown |             |
| 1995 | Nowhere Man     | Karin Stoltz            | 1995        |
| 1996 | F/X: The Series | Lucinda Scott           | (1996–1997) |
| 1996 | Due South       | Irene Zuko              |             |
| 2007 | Suspect         | Lt. Chivers             | TV pilot    |
| 2008 | Pretty/Handsome | Elizabeth Fitzpayne     | TV pilot    |

| Năm  | Tên              | Vai diễn         | Ghi chú                             |
| ---- | ---------------- | ---------------- | ----------------------------------- |
| 2003 | Enter the Matrix | Trinity          | FMV game, motion capture, and voice |
| 2010 | Mass Effect 2    | Aria (giọng nói) |                                     |

## Giải thưởng và Vinh dự
- 2007: Giải Genie, Nữ diễm viên phụ xuất sắc nhất trong phim Snow Cake
- 2007: "Giải của Giới phê bình phim Vancouver", Nữ diễn viên xuất sắc nhất trong phim của Canada, trong phim Fido
- 2002: Giải Tinh thần độc lập, Nữ diễn viên phụ xuất sắc nhất trong phim Memento
- 2000: "Golden Slate", Nữ diễn viên chính xuất sắc nhất trong phim The Matrix
- 2000: "Giải Empire" Nữ diễn viên mới vào nghề xuất sắc nhất, phim The Matrix